# Грант Уорд
Грант Дуглас Уорд (англ. Grant Douglas Ward), или просто Уорд — персонаж, который появился в Кинематографической вселенной Marvel до появления в Marvel Comics. Персонаж был создан Джоссом Уидоном, Джедом Уидоном и Мориссой Танчароен, и он впервые появился в пилотном эпизоде «Агентов „Щ.И.Т.“» в сентябре 2013 года и до четвёртого сезона в апреле 2017 года, и его роль постоянно исполнял Бретт Далтон.

## Биография персонажа
Грант Дуглас Уорд, сын политиков, в детстве подвергался жестокому обращению со стороны своих родителей и старшего брата Кристиана. После побега из военной школы, угона машины и попытки убить Кристиана, спалив их дом дотла, Грант встречает Джона Гарретта, двойного агента «Гидры» в «Щ.И.Т.е», который навещает его в колонии для несовершеннолетних. Гарретт говорит Гранту, что его родители выдвигают обвинения, и что Кристиан ходатайствует перед судом, чтобы его судили как взрослого. Гарретт обучает Гранта быть опытным агентом. Позже будучи назначенным в команду Фила Колсона, Грант раскрывается как член «Гидры», когда эта организация раскрывается миру. После смерти Гарретта Грант становится заключённым «Щ.И.Т.а».
Будучи влюблённым в свою бывшей коллеге по команде Скай, Грант сбегает из-под стражи, убивает Кристиана и их родителей за кадром и проникает в отделение «Гидры» Дэниела Уайтхолла, чтобы Скай могла встретиться со своим отцом. Несмотря на это, Скай предаёт Уорда и стреляет в него, и он убегает только с помощью бывшего агента «Щ.И.Т.» Кары Паламас (которой Уайтхолл промыл мозги). Грант развивает романтические отношения с Карой. В попытке устроить засаду на тех, кто шёл спасать Бобби Морс, Грант случайно убивает Паламас, когда она переодевается Мелиндой Мэй, и, обвиняя «Щ.И.Т.», решает захватить «Гидру», теперь лишённую лидера.
Объединив усилия с одним из предыдущих лидеров «Гидры», Гидеоном Маликом, Уорд отправляется через портал на чужую планету в поисках древнего Нелюдя Улья, но там его убивает Колсон. Это позволяет Улью использовать тело Уорда в качестве хозяина.

### История в Скелете
В Скелете, созданном Холденом Рэдклиффом, Уорд является парнем Скай и коллегой-агентом «Гидры». Выясняется, что он всё ещё является двойным агентом, теперь работающим на сопротивление Нелюдей, возглавляемое Джеффри Мейсом, будучи завербованным Викторией Хэнд в юном возрасте.

## Концепция и создание

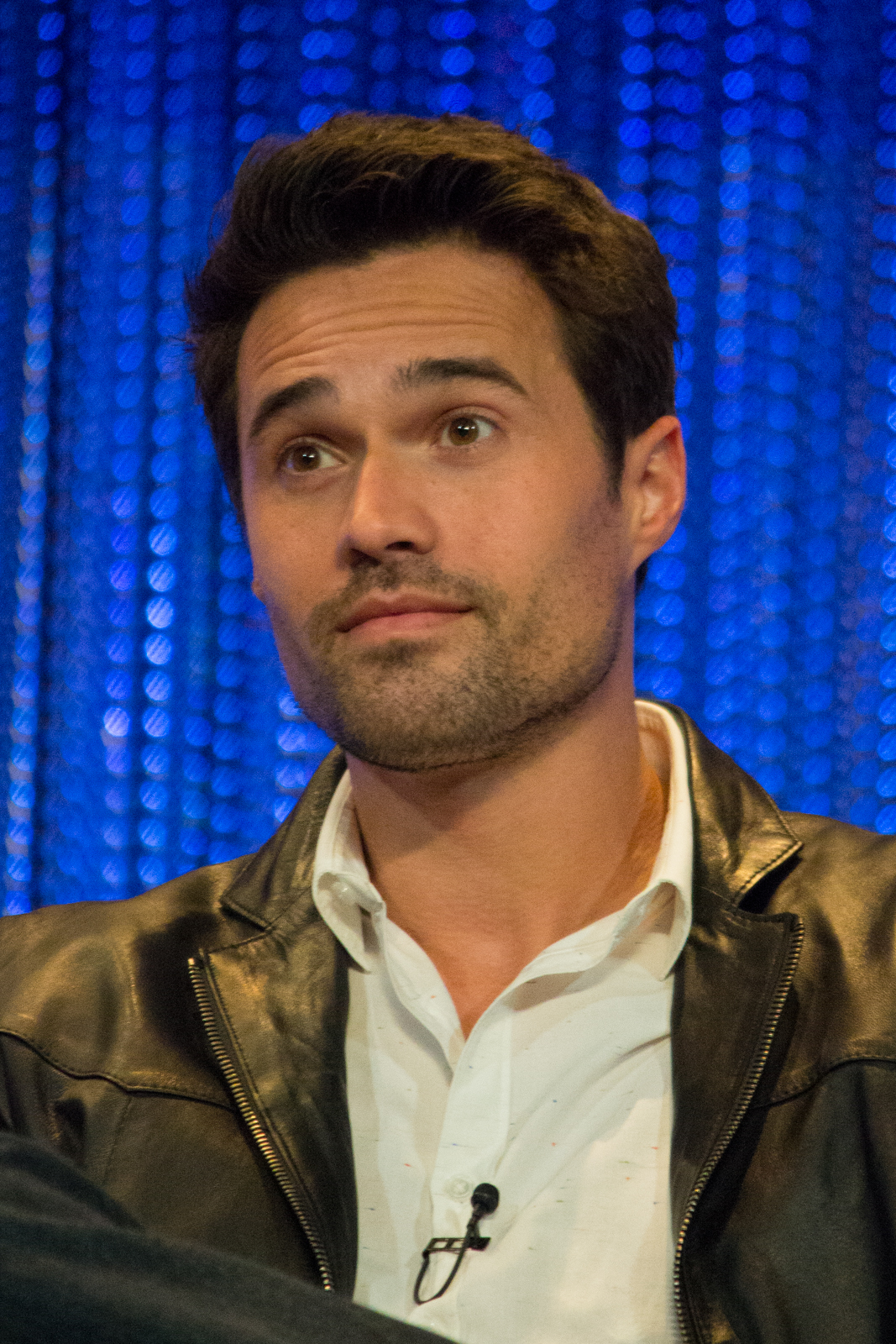
Бретт Далтон

Далтон получил роль в ноябре 2012 года. С момента создания сериала было решено, что Грант Уорд будет предателем, причём исполнительный продюсер Джед Уидон сказал: «Поскольку [события фильма „Первый мститель: Другая война“] являются проникновением, основанным на предательстве в массовом масштабе, мы хотели, чтобы это было в малом масштабе, и это был действительно личный удар кинжалом в сердце». Первоначальные костюмы Уорда были вдохновлены Джейсоном Борном и Итаном Хантом, и его внешний вид был основан исключительно на функциях, и с приглушённой цветовой палитрой, отражающей его серьёзное отношение. После того, как Уорд был разоблачён как член «Гидры» и стал заключённым «Щ.И.Т.а», Далтон отрастил бороду для персонажа, объяснив, что «Щ.И.Т.» не предоставит заключённому бритву, «так что просто получилось, что у меня есть борода, и бороды могут иметь своего рода злой оттенок». Трентон Роджерс и Остин Лайон изображают молодого Уорда.

## Характеризация
Я думаю, что то, что мне дали, было просто огромной возможностью сыграть кого-то более сложного, более интересного, более опасного, более страшного, чем Уорд. В каком-то смысле я играю двух разных персонаже.
Далтон описал Уорда, когда он впервые появился в сериале, как «парня, которому можно доверять, который засучил рукава, выполнил всю тяжёлую работу и на самом деле не ставил под сомнение авторитет. Вы знаете, специалист по оценке рисков по книге». Хотя в конечном итоге выяснилось, что Уорд был самозванцем «Гидры», Далтон отметил, что это не обязательно означает, что отношения, которые персонаж построил со своей командой в «Щ.И.Т.е», не были подлинными, поскольку работа под прикрытием означала ослабление его бдительности, чтобы заставить других персонажей доверять ему, открываясь для этих отношений, несмотря на его скрытые мотивы.

После смерти Гарретта был задан вопрос: «Кто такой [Грант Уорд], если ему никто не говорит, что делать?» Далтон ответил, что «он действительно хорошо выполняет команды. Он может делать и принимать трудные решения, и иногда он может совершать неприятные поступки во имя чего-то, во что, как ему кажется, он верит. Но… Я не думаю, что Уорд сам знает ответ на этот вопрос». Далтон назвал персонажа «подстановочным знаком», так как он был предан Гарретту как отцовской фигуре, а не «Гидре», «и он больше заботился о своих товарищах по команде, а не о команде», позже уточнив, что «Это не совсем хороший парень, это не совсем плохой парень. Это не попытка снова связаться с „Щ.И.Т.ом“, это не попытка связаться с „Гидрой“. Он действительно на своём собственном пути. Он живёт по своему кодексу в данный конкретный момент жизни». Объясняя отношения Уорда с Паламас, Далтон заявил 
Когда они только начали эти отношения, я подумал, что они два человека, которые испытали нечто подобное, выполняя приказы, а затем обнаруживают, что не знают, кто они такие, когда кто-то не говорит им, что делать… Но на самом деле это [переросло] во что-то гораздо более сложное, чем это. Там есть отношения между учителем и учеником, а также то, что кажется по-настоящему романтическими отношениями. Вы видите нас по-настоящему влюблёнными в кабине, и от этого всех вокруг тошнит. В некотором смысле у нас самые здоровые отношения из всех других динамик в шоу, и это о чём-то говорит, потому что Уорд не из тех, кто бывает влюблённым. Интересно, что сейчас у него, вероятно, самые стабильные отношения из всех существующих.
 Когда Уорд случайно убивает Паламас в финале второго сезона, Далтон сказал, что «Это влияет на него глубоко и надолго. В нём была частичка человечности, и всегда была возможность и мысль, что он может быть искуплён… После смерти Кары — это на самом деле от моих рук — после всего времени, усилий и энергии, которые были вложены в эти отношения, это превращает его. Вы видите это в его глазах… Вся эта история с завершённостью всплывает снова и снова. В мире так много завершённости, которой необходимо достичь. Он хочет исправить много несправедливости, поэтому мы видим кого-то решительного, кто знает, кто он такой, и говорит: „Хорошо, если ты хочешь называть меня плохим парнем, буду плохим парнем“».
Говоря о монологе, который Уорд произносит в «Мавете», Далтон отметил, что некоторые зрители подумали, что Уорд звучит как «возрождённый, набожный, не в своём уме человек в тот момент», но Далтон чувствовал, что это был «настоящий момент для Уорда, когда он на самом деле чувствует, что есть нечто большее, чем месть, и все эти мелкие эмоции; на самом деле есть нечто большее, чем то, частью чего он является». После смерти Уорда позже в эпизоде, Джеффри Белл обсудил, рассматривали ли авторы когда-либо возможность искупления персонажа, сказав: «Ни один персонаж не слишком высок, чтобы упасть, или слишком низок, чтобы быть искуплённым, теоретически… но для того, чтобы кто-то был искуплён, им нужно попросить прощения, или хотеть быть искупленными… [Уорд] никогда не чувствовал, что ему нужно извиняться за то, что он сделал». Далтон вернулся в сериал в четвёртом сезоне, чтобы изобразить Уорда в Скелете. Далтон чувствовал, что возвращение к персонажу в этом качестве позволило ему «наконец-то получить арку героя, которую заслуживает Грант Уорд».

## Реакция
Далтон победил в номинации «Breakout Star» на премии Teen Choice Awards 2014. Персонаж Гранта Уорда собрал поклонников, а группа, известная как «Воины Уорда», часто использует хэштег «Standwithward» в социальных сетях. Далтон был удивлён тем, что люди «похоже, стоят рядом с Уордом, что бы он ни делал… есть люди, которые, кажется, просто следуют за этим персонажем, куда бы он ни пошёл. Я думаю, что это блестяще… В сериале нет такого персонажа, как он, и я бы сказал, даже в каноне Marvel». В качестве «отклика» этим фанатам, Паламас говорит «Я всегда буду с Уордом» в финале второго сезона, что Далтон назвал «завещанием фанатам, этой невероятно преданной фанатской базе, которая теперь повлияла на сценарий нашего шоу».

## Другие появления

### Комиксы
Грант Уорд дебютировал в комиксах в «All-New, All-Different Marvel Point One» #1 (декабрь 2015), созданном Марком Гуггенхаймом и Германом Перальтой. Он тесно сотрудничает с Филом Колсоном в деле проникновения в «Гидру» Горгоны. Ему удаётся выдать себя за сторонника «Гидры» после защиты Горгоны от одного из репульсорных выстрелов Железного человека. Тем не менее, Уорд в конечном итоге искренне присоединяется к «Гидре» и стреляет в Марию Хилл, но Хилл подозревала об этом и заменила себя Жизнеспособную Модель Человека.
Затем он появляется во время кражи Квантового накопителя, который в конечном итоге был куплен Джоном Уокером и возвращён в «Щ.И.Т.». В отчаянии он похищает Колсона и его телепатическую подругу Лолу Дэниелс и заставляет её читать мысли Колсона. Он использует эту информацию, чтобы дать «Гидре» планы по созданию бронированных костюмов. Уорд и Колсон позже сражаются, Уорд убивает Лолу, но Колсон задерживает его.
Когда Электра присоединяется к «Щ.И.Т.у», она возвращает Уорда в команду. Хотя она надевает на него ошейник со взрывным устройством, чтобы обеспечить его преданность.
Другая версия Гранта Уорда ненадолго появляется во время сюжетной линии «Тайные войны». Этот персонаж является членом «Гидры» низкого ранга, проживающим в домене Мир битвы в Империи «Гидры», и, похоже, не связан с более знакомым Грантом Уордом.

### Видеоигры
Грант Уорд является играемым персонажем DLC в «LEGO Marvel’s Avengers».